# Кула (вулкан)
Кула — вулканічне поле, розташоване на заході Туреччини. Поле Кула складається з широкої області шлакових конусів і маарів. Кула є найзахіднішим з вулканів Туреччини. Вулканічний характер території був визнаний ще в давнину, коли її назвали Катакекаумене (спалені землі) через вигляд місцевості, яке було здебільшого придатне для виноградарства. Вулканізм почався у міоцені і тривав протягом трьох етапів у голоцені. Це пов'язано з наявністю двох сусідніх активних (останній землетрус 1969 р.) грабенових структур. Більшість конусів невеликого розміру, і одна з них (Аксакой-Тепе) має свою внутрішню структуру. Загальний обсяг екструзії вулканічного поля становить близько 2,3 км 3, лави багаті ксенолітами. Рослини на лавових полях і конусах була предметом дослідження в 1974 році, яке виявило, що на рослинність впливають як кліматичні фактори, такі як температура й опади, так і орієнтація сторін вулканів. У цьому районі були знайдені сліди доісторичних людей. Ця територія є геопарком, визнаним ЮНЕСКО з урахуванням загальної та наукової цінності. 

## Дивіться також
- Список вулканів Туреччини

## зовнішні посилання
- Глобальна програма вулканізму